# Contarinia morindae
Contarinia morindae är en tvåvingeart som först beskrevs av Grover 1966.  Contarinia morindae ingår i släktet Contarinia och familjen gallmyggor. Inga underarter finns listade i Catalogue of Life.